# オランダ堰堤

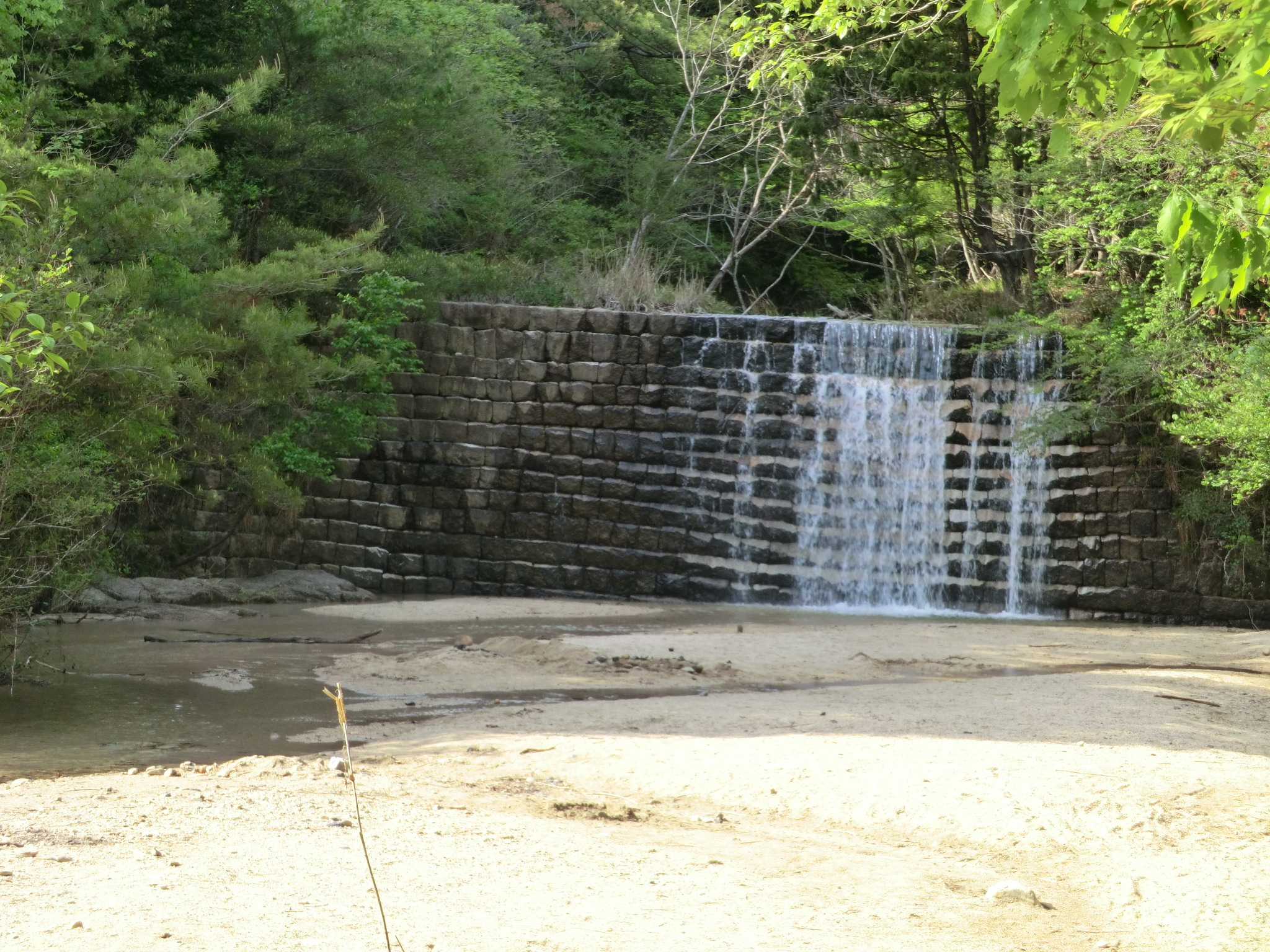
オランダ堰堤

座標: 北緯34度58分04秒 東経135度59分37秒 / 北緯34.967806度 東経135.993593度オランダ堰堤（オランダえんてい）あるいはオランダ堰（オランダせき）は、滋賀県大津市上田上桐生町にある草津川の砂防ダムである。

## 概要
奈良時代から江戸時代にかけて木材の伐採で田上山は荒廃し、はげ山となった。そのため、土砂災害が頻発してきたとされる。そのため、草津川流域の砂防工事の一環としてオランダ堰堤が整備された。
この堰堤は「鎧型堰堤」の1つであり、オランダ人技術者ヨハニス・デ・レーケの指導の下に内務省技師田邊義三郎が設計したものである。1889年（明治22年）に完成したとされる。

## 構造
オランダ堰堤は鎧に似た構造であり、「鎧型堰堤」の1つとされている。この堰堤は直高7 m（メートル）、堤長32 m、天端幅5.8 mである。
堰堤の下流側には花崗岩の切石を17段に積み上げられており、法勾配が4分のアーチ形堰堤となっている。この構造にすることで、洪水時に越流水を階段で減勢させ、水叩部の洗堀を防ぐことができる。一方で、堰堤の上流側は土砂で埋まっており、状況を確認することは不可能である。なお、内部は粘土を叩き固めたものとされる。
この堰堤の60 m下流には床固を目的とした副堤が存在する。高さ3.5 m、長さ18 mであり、本堤と同じく花崗岩の切石を鎧積したものである。

## 沿革
田上山系は奈良時代以前はスギやヒノキが生い茂っていた。しかし、奈良時代以降は仏教の隆盛により、寺社などの建築物を作るために用いられる木材の供給地となったため木々の伐採による山の荒廃が始まった。さらに、筏などによる運材や、製陶による燃料として木材が刈りだされることになり、山の荒廃に拍車をかけた。その結果、江戸時代中期にはすでに荒れていたとされる。この山林の荒廃によって、下流の地域では土石流や水害が多発していた。1756年（宝暦6年）・1781年（天明元年）・1802年（享和2年）には大水害を起こしたとされる。なかでも、1802年は下流にある金勝川との合流付近で破堤を起こし、草津宿に濁流が流れ込み、流出・倒壊家屋300軒、死者40人の惨事となっている。この頃より草津川は天井川を形成していったとされる。
1873年（明治6年）にオランダから土木技術者のヨハネス・デ・レーケらが来日して、淀川全体の治水対策が必要で、そのために上流地域の治山が必要と明治政府へ進言した。この進言を受けて明治政府は淀川水系における治山を実施した。その治山の一環として、山腹から流れ出す土砂をせき止め、河床の安定化を図るためにオランダ堰堤が築造された。
オランダ堰堤を設計を担当したのは内務省に属する田辺義三郎である。田辺は第四区土木監督署の巡視長を担当している1888年（明治21年）にオランダ堰堤を設計している。その後、翌年の1889年（明治22年）に工事が完了したとされている。なお、この堰堤の竣工年に関しては諸説あり1889年に竣工しているという見解が多いが1888年竣工としている物もある。
工事は1886年に滋賀県の直営で開始され、工費は1622円だったとされる。
現在、この堰堤は近代砂防発祥の地としての象徴となっており、1990年（平成2年）から1994年（平成6年）まで「草津川砂防学習ゾーン」として砂防事業への理解を深めるため親水性を高める事業が実施された。この事業で、付近の草津川河道を複断面とし、低水護岸の一部を緩勾配とした。このことで、水辺でのレジャー活動を促進させた。また、景観への配慮から護岸表面には自然石が用いられた。さらに、この工事の一環として休憩施設やモニュメントも設置されている。現在、副堤の前面に階段が設けられているが、これは親水性向上のため1992年（平成4年）に地方特定河川等環境整備事業として設置されたものである。事業の主体は滋賀県であったが、大津市によって東屋・案内板・トイレ・炊事棟が設置されている。
1988年（昭和63年）に田上山砂防工事の記念碑的存在として、大津市の史跡に指定されている。また、翌年の1989年（平成元年）に「産業遺産三百選」に選定されている。さらに、2004年（平成16年）に土木学会が選奨土木遺産に選定している。

## 交通アクセス
- JR琵琶湖線（東海道本線）・JR草津線 草津駅から帝産湖南交通で「上桐生」停留所下車、徒歩6分。

## 関連文献
- 井口正一「田上山の歴史と砂防遺産」『砂防学会誌』第51巻第2号、1998年、45-52頁、doi:10.11475/sabo1973.51.2_45。